# Emmesomyia hasegawai
Emmesomyia hasegawai este o specie de muște din genul Emmesomyia, familia Anthomyiidae, descrisă de Masayoshi Suwa în anul 1979. Conform Catalogue of Life specia Emmesomyia hasegawai nu are subspecii cunoscute.